# Queensland Alumina Limited
Queensland Alumina Limited — австралийская компания, расположенная в городе Гладстон, Квинсленд, крупнейший в мире производитель глинозёма. Мощность принадлежащего компании завода составляет 3,9 миллионов тонн глинозёма в год. Дата введения в эксплуатацию — 1967 год. Для получения глинозёма из бокситов использует метод Байера. Сырьё доставляется на кораблях из бокситовых шахт Rio Tinto Alcan в городе Уэйпа, расположенном на севере штата Квинсленд. Инфраструктура завода включает полностью оснащённые цеха, товарный склад, различные вспомогательные службы, а также доступ к глубоководному порту. На заводе работают более 1 000 человек. В настоящее время предприятие управляется консорциумом двух ведущих мировых алюминиевых компаний: доля ОК РУСАЛ — 20%, Rio Tinto Alcan — 80%.
Сделка по приобретению РУСАЛом 20% акций завода Queensland Alumina Ltd была завершена в апреле 2005 года. По её результатам, РУСАЛ получает дополнительно 770 000 тонн глинозёма в год с возможностью увеличить этот объем до 1 млн тонн. Данная покупка увеличила сырьевую базу РУСАЛа более чем на 22% и стала крупнейшей российской инвестицией в экономику Австралии.